# Квітникарська вулиця (Київ)
Квітникарська вулиця — вулиця в Подільському районі міста Києва, житловий масив Квітництво, місцевість Сирець. Пролягає від вулиці Северина Наливайка (офіційно), вулиці Івана Виговського (фактично) до вулиці Родини Крістерів, Полкової вулиці (офіційно) до кінця забудови (фактично).
Прилучається вулиця Вулиця Всеволода Змієнка.

## Історія
Виникла у другій половині 2010-х під проектною назвою Вулиця Проектна 12919. Назва - з 2018 року
З 1977 до першої половини 1980-х також існувала вулиця Квітникарська у місцевості Вітряні гори, ліквідована у зв'язку зі знесенням малоповерхової забудови. 